# Барон Бэйли

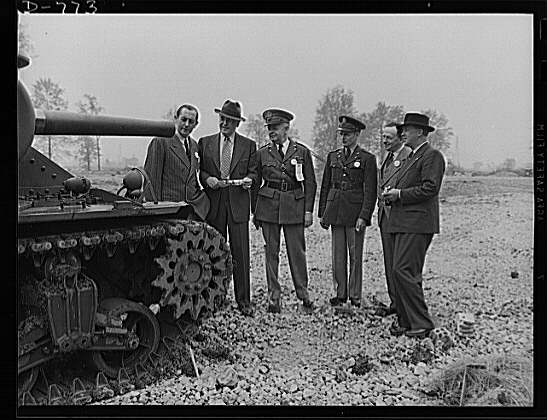
Сэр Клайв Бэлью (крайний слева) осматривает танк M3 в 1941 году

Барон Бэйли из Сефтона в Содружестве Австралия и Парквуда в графстве Суррей — наследственный титул в системе Пэрства Соединённого королевства. Был создан 13 февраля 1953 года для предпринимателя и государственного служащего, сэра Клайва Бэйли (1889—1967). Он был сыном австралийского финансиста и политика Уильяма Бэйли (1859—1936). Лорд Бэйли был председателем и президентом компании Dunlop Rubber и президентом Федерации британской промышленности, а также работал в британском правительстве во время Второй мировой войны. 
По состоянию на 2025 год обладателем титула являлся его внук, Джеймс Уильям Латам Бэйли, 3-й барон Бэйли (род. 1950), который сменил своего отца в 1973 году.

## Бароны Бэйли (1953)
- 1953—1967: Клайв Латам Бэйли, 1-й барон Бэйли (24 сентября 1889 — 18 июня 1967), сын Уильяма Лоуренса Бэйли (1859—1936)[1];
- 1967—1973: Уильям Латам Бэйли, 2-й барон Бэйли (10 декабря 1915 — 18 апреля 1973), старший сын предыдущего[2];
- 1973 — настоящее время: Джеймс Уильям Латам Бэйли, 3-й барон Бэйли (род. 16 ноября 1950), старший сын предыдущего[3];
  - Наследник титула: достопочтенный доктор Роберт Латам Бэйли (род. 2 февраля 1979), единственный сын предыдущего[4].